# Balthamos
Balthamos er en fiktiv engel i Philip Pullmans trilogi om Det gyldne kompas. Balthamos og hans elsker, englen Baruch, er begge engle der er med i oprøret fra Himmerig. De prøver at blive optaget i Lord Asriels hær af engle, og prøve på at vælte Metatron, den regerende Autoritet.
Begge engle finder Will Parry i slutningen af Skyggernes kniv, og da Will er vogteren af "Skyggernes kniv", håber de at kunne bringe Will til Lord Asriel. Men Wills følgesvend, Lyra, er blevet kidnappet og han nægter at følge med til Lord Asriel, før han har fundet Lyra. Begge engle beslutter at følge Will, indtil de finder Lyra.
Denne beslutning viser sig dog at være farlig; både Baruch og Balthamos ved at Autoriteten er efter dem, og især nu hvor de er sammen med Will. Et uheldigt sammenstød, gør at Baruch bliver dødeligt såret. Balthamos og Will bliver adskilt fra Baruch, der på egen hånd kommer tilbage til Lord Asriel. Før han dør, fortæller Baruch alle de oplysninger de havde fået om Will, Lyra og regenten. 
Balthamos kan næsten straks mærke Baruchs død, til dels på grund af den store kærlighed de havde til hinanden. Ramt af sorg, lover Balthamos troskab i alt til Will, for at ære Baruch. Da Balthamos er ude af stand til at gøre dette, stikker han af, og samtidig med hans sorg over Barcuh, føler han sig også skyldig over at have forladt og svigtet Will. Englen er ikke med i bogen, før til sidst, før Balthamos konfronterer en snigmorder, der er ude efter Lyra, og håber at finde hende ved at forfølge Dr. Mary Malone. Efter hans konfrontation med fader Gomez, har Balthamos hverken styrke eller lyst til at leve mere og han forløses i partikler der svæver væk med vinden. 
Af de to engle, er Balthamos den mest passive. Han indrømmer, at Baruch er modig og hvis Balthamos ikke kan klare en opgave, er Baruch der altid til at hjælpe ham. Balthamos har en sarkastisk personlighed og hans samtaler med Will bliver ofte med en smule ironisk foragt. 
Som engle af lav rang, er Baruch og Balthamos' evner begrænsede. De fremstår som lysende, menneskelignende former, som knap er synlig for et menneskelige øje, selv om natten. Englene besidder den magt at ændre. De er i stand til at flyve, selvom deres vinger ikke har en fysisk form. 